# Rejon czuhujewski (1923–2020)
Rejon czuhujewski (ukr. Чугуевский район) – dawny rejon położony w środkowej części obwodu charkowskiego Ukrainy, w dolinie rzeki Doniec.
Utworzony w 1923, miał powierzchnię 1149 km² i liczył 49 tysięcy mieszkańców. Siedzibą władz rejonowych był Czuhujew.
Na terenie rejonu znajdowało się 6 osiedlowych rad i 13 silskich rad, liczących w sumie 6 osiedli typu miejskiego, 31 wsi i 3 osady (селища).
W wyniku reformy administracyjnej 19 lipca 2020 dotychczasowy rejon czuhujewski zlikwidowano, a w jego miejsce utworzono nowy rejon czuhujewski o znacznie większym obszarze.